# البایراک، اماسیا
البایراک، اماسیا (به لاتین: Albayrak, Amasya) یک منطقهٔ مسکونی در ترکیه است که در استان آماسیه واقع شده‌است.